# Macit Karaahmetoğlu

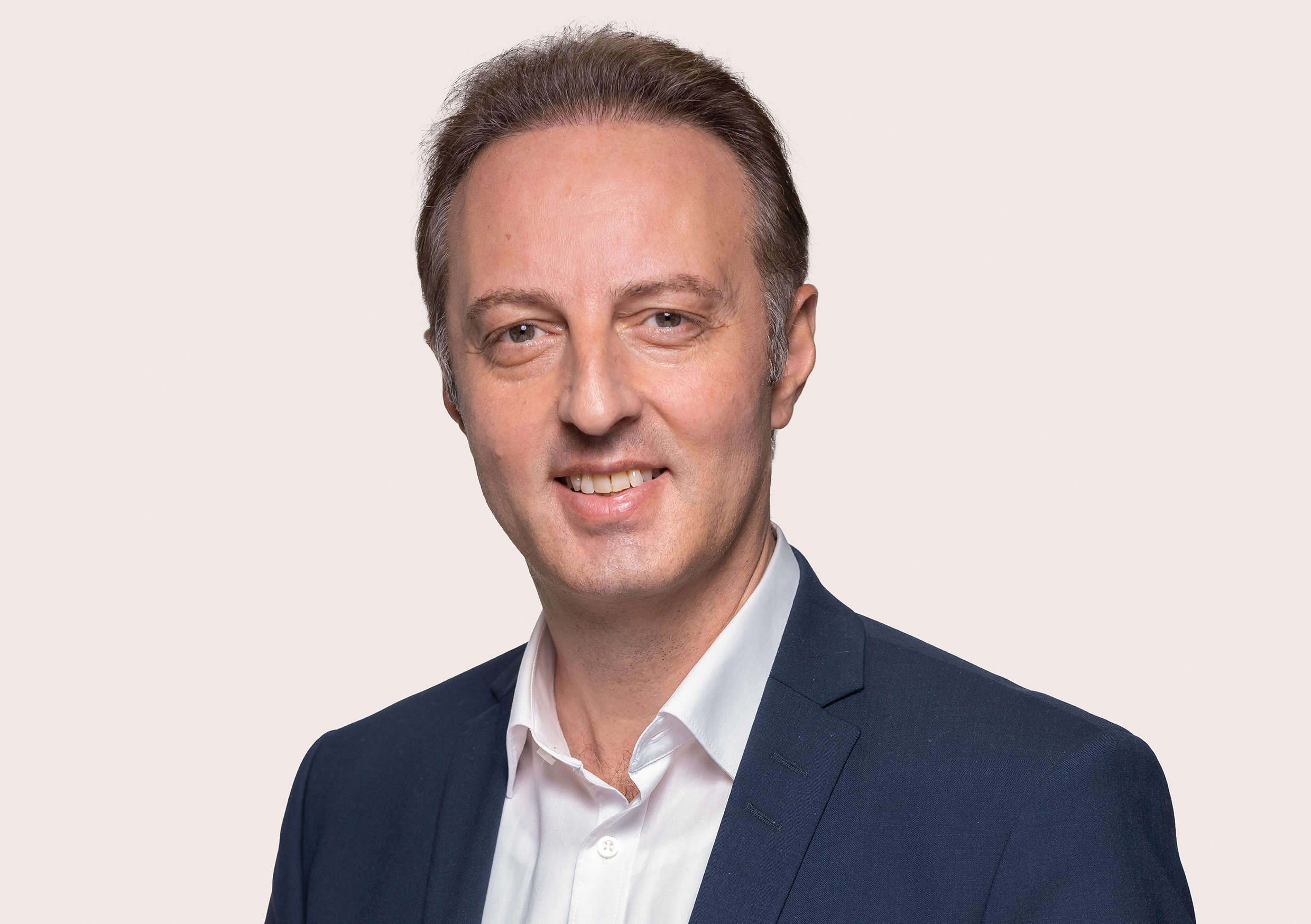
Macit Karaahmetoğlu (2021)

Macit Karaahmetoğlu (* 11. Juli 1968 in Rize, Türkei) ist ein deutscher Jurist, Rechtsanwalt und Politiker (SPD) und seit 2021 Mitglied des Deutschen Bundestages.

## Persönlicher Werdegang
Nach dem Besuch der Grundschule in der Türkei kam er als Elfjähriger nach Deutschland. Er erwarb 1990 am Technischen Gymnasium in Leonberg das Abitur. Nach dem Studium der Rechtswissenschaft an der Universität Heidelberg und dem Referendariat eröffnete Macit Karaahmetoğlu 1997 eine eigene Rechtsanwaltskanzlei. Er spezialisierte sich als Fachanwalt für Urheber- und Medienrecht.

## Politischer Werdegang
Bei der Bundestagswahl 1998 war er in Baden-Württemberg Spitzenkandidat der von 1995 bis 2002 existierenden Demokratischen Partei Deutschlands und trat für diese zusätzlich im Bundestagswahlkreis Ludwigsburg an. Bei der Europawahl 2009 kandidierte Karaahmetoğlu auf der Landesliste der SPD Baden-Württemberg. 2011 gehörte er für das Thema Integration zum „Schattenkabinett“ des SPD-Spitzenkandidaten Nils Schmid bei den Landtagswahlen in Baden-Württemberg, Ministerin wurde nach der Wahl jedoch Bilkay Öney. Bei den Bundestagswahlen 2013 und 2017 kandidierte er im Bundestagswahlkreis Ludwigsburg erfolglos für die SPD.

### Deutscher Bundestag
Zur Bundestagswahl 2021 trat er erneut an und wurde über die Landesliste Baden-Württemberg in den 20. Deutschen Bundestag gewählt. Im Bundestag ist er ordentliches Mitglied im Rechtsausschuss, sowie im Ausschuss für Wahlprüfung, Immunität und Geschäftsordnung. Zudem gehört er als stellvertretendes Mitglied dem Auswärtigen Ausschuss an und ist stellvertretender Vorsitzender der Deutsch-Türkischen Parlamentariergruppe.
Macit Karaahmetoğlu ist Kreisvorsitzender der SPD Ludwigsburg und Vorstandsvorsitzender des Arbeiter-Samariter-Bundes Baden-Württemberg Region Stuttgart.
Zur Bundestagswahl 2025 wurde erneut über die Landesliste gewählt. Im 21. Deutschen Bundestag ist er Mitglied in folgenden Ausschüssen und Gremien:
- Ordentliches Mitglied und Vorsitzender im Ausschuss für Wahlprüfung, Immunität und Geschäftsordnung
- Ordentliches Mitglied im Ausschuss für die Angelegenheiten der Europäischen Union
- Stellvertretendes Mitglied im Auswärtigen Ausschuss, im Ausschuss für Recht und Verbraucherschutz sowie im Verteidigungsausschuss